# Flyvekatastrofen i Malmø
Flyvekatastrofen i Malmø er en dansk dokumentarisk optagelse fra 1936.

## Handling
Optagelser fra en flyvekatastrofe i Malmø d. 9. juni 1936. Fokker-flyet "Lappland", der ejes af det svenske selskab AB Aerotransport, er forulykket lige efter start på Bulltofta flyveplads. 12 personer er kommet til skade og én er omkommet. Optagelserne viser redningsfolk, der undersøger flyets vragrester.